# Fuente Vaqueros
Fuente Vaqueros – gmina w Hiszpanii, w prowincji Grenada, w Andaluzji, o powierzchni 16,01 km². W 2011 roku gmina liczyła 4229 mieszkańców.
Gmina Fuenterino obejmuje centra ludności Fuente Vaqueros, La Paz, Casa Real i niewielką część Pedro Ruiz, która znajduje się między granicami gmin Fuente Vaqueros i Santa Fe. Była też wioska El Martinete, stary młyn mąki, z której zachowały się tylko jej ruiny.